# Jisbar
Jisbar (né Jean-Baptiste Launay le 7 juin 1989 à Val-d'Isère) est un artiste-peintre français. Son style se caractérise par une relecture des grandes œuvres de l'histoire de l'Art comme Klimt, Vermeer ou Michel-Ange en y intégrant sa touche mêlant pop art et street art.
L'artiste est aujourd'hui principalement exposé à l'international : Malmö, Abu Dhabi, Santa Cruz, Londres... Il est notamment connu pour son partenariat avec la marque de chaussures de luxe J.M. Weston ainsi que pour avoir envoyé une peinture dans l'espace en hommage aux 500 ans de Léonard de Vinci.

## Biographie

### Jeunesse
Originaire du Val d'Isère, Jisbar commence à peindre aux côtés de sa mère dès le plus jeune âge vers 7-8 ans,. Il s'intéresse aux arts urbains à l'âge de 13/14 ans quand il commence à pratiquer le skateboard et décrit comment il a été séduit. C'est à l'âge de 16/17 ans qu'il trouve son style mêlant pop art et street art. À 19 ans il commence à vendre ses premières toiles. C'est en 2010, lorsqu'une de ses œuvres apparaît sur une vidéo du Youtubeur Norman, son premier client, que sa carrière va s'accélérer.

### Carrière
À 28 ans, son travail se retrouve ensuite exposé dans plusieurs pays dans le monde : Malmö, Abu Dhabi, Santa Cruz, Londres... Et de nombreuses marques comme les chaussures de luxe J.M. Weston font appel à ses services pour customiser leurs produits. Il personnalise aussi l'un des sacs de la rappeuse américaine Cardi B et a déjà collaboré avec DJ Snake.
Jisbar intègre en 2016 le Musée de l'Histoire de l'Immigration dans le cadre d'une exposition dénonçant la montée du racisme et de l'antisémitisme. Il présentera sa réalisation auprès du président de la République de l'époque, François Hollande.
En 2018, une conseillère de Donald Trump fait l'acquisition d'une de ses œuvres représentant le président des USA sous forme de caricature disposant de cornes et d'imposantes cernes bleues.
En 2019, pour célébrer le 500e anniversaire de l'artiste et ingénieur Léonard de Vinci, il réalise l'exploit d'envoyer son tableau Punk Mona, une version revisité de la Mona Lisa dans l'espace, au contact même du vide intersidéral soit à 33,4 km d'altitude en pleine stratosphère le temps d'un voyage de 1h30 tout autour de la terre,.
En 2020, il intègre avec plusieurs artistes comme Richard Orlinski, le musée Carton Voyageur dans le cadre de l'exposition Pop ou pas pop ? .

## Expositions
- 2016: Addenda, avec Combo[12], Musée de l'Histoire de l'Immigration[13].
  - La fresque réalisée pour l'occasion est un détournement d’affiches à caractère raciste où est représentée deux mains dans une pose similaire à l'œuvre la Création d'Adam sur un fond en forme de cœur. Il rencontrera et présentera son *2020: Santa Cruz[3].
- 2019: Jisbar's Playground, Hôtel du So Sofitel de Bangkok[14],[6].
- 2020:, Pop ou pas pop ?, avec Richard Orlsinki, Paul Toupet et Alexandre Nicolas, musée Le Carton voyageur.
  - Jisbar a spécialement réalisé pour l'occasion une toile représentant Mona Lisa semblant faire un signe de la paix de la main droite, tout en posant devant un portrait de Marilyn Monroe par Andy Warhol[11],[15],[16].

## Collaborations
- 2017: J.M. Weston[1],[17],[18].
- 2020: Giorgio Armani Exchange A|X, collection #st_ART[3],[19].
- 2019: BMW, BMW M Cruise Bike, Bangkok[6],[20],[21].
- 2020: Rives[1],[18]. Le costumier lui fait à nouveau confiance pour habiller le nouveau corner de la marque au sein du magasin Printemps[22].

## Projet First painting in Space
C'est le 11 décembre 2019, année du 500e anniversaire de Léonard de Vinci que Jisbar envoie dans l'espace son tableau Punk Mona, une revisite de l’œuvre Mona Lisa . Le tableau a survolé la stratosphère durant 1h30 à 33,4KM au-dessus de la Terre avant de retomber au nord de l'Angleterre. L'œuvre a ensuite été exposée mi-janvier à Paris à la Galerie Montmartre,.

### Technicité du projet
L'œuvre a été envoyé à 33,4 km d'altitude grâce un ballon biodégradable d'hélium avec zéro émission et aucun combustible. La peinture est elle au sein d'une nacelle créée sur mesure en carbone avec une caméra full HD pour enregistrer la performance. Jisbar a dû repenser sa manière de travailler notamment afin que l'œuvre puisse résister aux conditions météorologiques extrêmes liés à l'altitude expliquant les différentes problématiques liés à l'opération :  
« C’est un projet qui est complètement à l’opposé de mon projet artistique, qui lui est très libre. Là c’était millimétré. Il y a plein de contraintes techniques liées à la peinture et au médium car les conditions météorologiques sont extrêmes à cette altitude. La température peut atteindre -73°C et les vents sont extrêmement forts. La première condition pour que le vol se passe bien est le poids de l’œuvre. Faire une toile de moins de 1 kilo a été un défi pour moi » 
Il explique aussi que le choix des matériaux a été déterminant notamment en remplaçant ses pastels secs par des huiles en stick utilisées normalement pour la sidérurgie :   
«L’intérêt majeur de ces huiles est qu’elles résistent à des températures extrêmes, comprises entre -200°F et +392°F, (entre -128°C et 200°C, NDLR) »  
L'artiste a travaillé durant 6 mois avec une équipe d'ingénieurs et de mathématiciens soit au total 17 personnes pour réaliser la performance,.